# Club Carlos A. Mannucci
Il Carlos A. Mannucci, noto semplicemente come Carlos Mannucci o più semplicemente come Mannucci, è una società calcistica peruviana con sede a Trujillo. Milita in Liga 1, la massima serie del campionato peruviano di calcio.

## Storia

### Fondazione e primi anni
Il Carlos A. Mannucci nacque come società polisportiva il 16 novembre 1959 su richiesta di un gruppo di giocatrici di pallavolo, fino ad allora sponsorizzate dall'Ospedale Victor Lazarte di Trujillo. Hanno richiesto il patrocinio dell'imprenditore locale Carlos José Mannucci Vega e di sua madre Laura Vega de Mannucci che hanno creato il club in onore del loro defunto padre e marito Carlos Alberto Mannucci Finochetti.
Il club ha gareggiato per la prima volta in competizioni locali di pallavolo e basket con il finanziamento della Società Carlos A. Mannucci. Alla fine il club ha iniziato a partecipare alle competizioni calcistiche locali dopo aver acquistato il posto del Club Mariscal Ramón Castilla. La sua prima stagione di gare fu il 1967.

### Titoli conseguiti in Copa Perú
Solo un anno dopo, i Los Carlistas raggiunsero la finale di Copa Perú 1968, disputata a Lima, dove ottennero la promozione in prima divisione quello stesso anno. L'ultima partita della fase a gironi finale è stata contro il Melgar. Ha sconfitto l'Arequipa per 1–0 con la rete di Carlos Avalos.
Il primo periodo del club nella massima serie fu di breve durata poiché terminò al nono posto e retrocedette nuovamente in Copa Perú. Il momento clou di quella stagione è stata la vittoria in trasferta contro la favorita del torneo Alianza Lima per 1–2.
Il loro tempo lontano dalla prima divisione è stato tuttavia breve, visto che con l'arrivo in panchina del paraguaiano Miguel Ortega, il club ottenne ottimi risultati, sconfiggendo il Melgar per 2-0 e vincendo la Copa Perú del 1969.

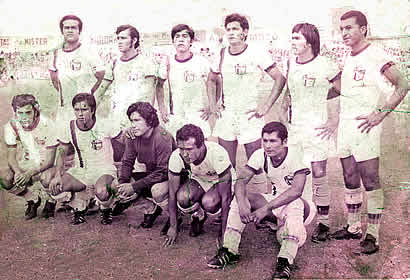
Il Carlos A. Mannucci nel 1973

Il club nel 1974 era una delle otto squadre partecipanti al massimo livello nazionale.
Negli anni successivi hanno vinto la fase Regionale (Norte) del campionato nazionale nel 1985, 1987 e 1991 (primo torneo).
Tuttavia nel 1994, dopo una lunga battaglia per la retrocessione durata fino all'ultima giornata, che ha visto la Tricolor reteocedere in Copa Perú.

### Stagioni in Copa Perú
I Los Grifos non sono riusciti a ottenere la promozione dal 1994 partecipando alla Copa Perú per la maggior parte degli anni '90 e tutti gli anni 2000. Sebbene la squadra sia sempre stata abbastanza forte da superare il campionato distrettuale locale di Trujillo e le leghe provinciali, si è trovata in un vicolo cieco nella fase regionale del torneo che non è stata in grado di superare per circa nove volte.
La migliore stagione del club di tutti i suoi anni in Copa Perú è stata la stagione 2009, sotto la guida del presidente del club Daniel Salaverry. Quell'anno il club superò la fase regionale sconfiggendo Ramón Castilla, Deportivo Municipal de San Ignacio e Unión Tarapoto nel gruppo B. Lo scontro più importante fu il San Francisco de Asis agli ottavi di finale. L'andata fu per il San Francisco de Asis che sconfisse Mannucci a Trujillo per 1–0. La gara di ritorno si giocò a Bagua e termino 2-0 in faovrei dei Tricolor con una rimonta nel finale, guadagnando l'accesso ai quarti di finale.

### Promozione in Segunda División e ritorno nella massima serie
Il Carlos A. Mannucci non ha raggiunto più la fase nazionale della Copa Perú per altri cinque anni, fino al 2013. Ha sconfitto l'Unión Deportiva Chulucanas agli ottavi di finale ma non è riuscito a superare il Willy Serrato nei quarti di finale. Tuttavia con la riforma della Federación Peruana de Fútbol e merito dell'ottimo piazzamento conseguito dalla squadra in quella stagione, fu invitata a partecipare alla neonata Segunda División, per la prima volta nella sua storia.
Il club ha concluso al terzo posto con 56 punti nella stagione 2014, subendo una penalità di 3 punti poiché tra gli sponsor mostrava pubblicità politica a favore del politico Joaquín Ramírez.
Successivamente La Federcalcio peruviana ha preso il controllo del campionato nazionale locale dalla Professional Football Sports Association, gli organizzatori del torneo, nel 2018 e ha annunciato che il torneo di prima divisione peruviana sarebbe stato rinominato per il 2019. Con questo rebranding, il torneo è stato ampliato da 16 a 18 squadre. All'inizio della stagione 2018, è stato annunciato che le squadre che si sarebbero classificate 2a e 3a negli ultimi due livelli del sistema del campionato di calcio peruviano avrebbero gareggiato negli spareggi per la promozione alla fine dell'anno per decidere quali due squadre avrebbero giocato, cosa che il Mannucci conquistò classificandosi al secondo posto e ottendo la promozione diretta nella massima serie.

## Stadio
Il loro stadio di casa è l'Estadio Mansiche , che ha una capienza di 25.036 posti a sedere. Condividono lo stadio con i rivali Club Universidad César Vallejo . Lo stadio fa parte del complesso sportivo Mansiche e ha ospitato numerosi eventi, in particolare la Copa América del 2004 e il Campionato mondiale FIFA Under 17 del 2005 . È stata anche la sede principale dei Giochi Bolivariani del 2013.

## Palmares

### Competizioni nazionali
- Copa Perú: 2

1968, 1969

### Competizioni regionali
- Lega dipartimentale di La Libertad: 7

1967, 1973, 1996, 2000, 2008, 2010, 2012

## Organico
Aggiornato al 31 gennaio 2024.
| N. |                      | Ruolo | Calciatore                                               |
| -- | -------------------- | ----- | -------------------------------------------------------- |
| 1  | Perù (bandiera)      | P     | Juniors Barbieri                                         |
| 2  | Perù (bandiera)      | D     | Alexis Cossio                                            |
| 4  | Perù (bandiera)      | D     | Emilio Saba (in prestito da Melgar)                      |
| 5  | Perù (bandiera)      | D     | Marcelo Gaona                                            |
| 6  | Paraguay (bandiera)  | C     | Gustavo Viera                                            |
| 7  | Libano (bandiera)    | A     | Alexander Succar (in prestito da Universitario Deportes) |
| 8  | Perù (bandiera)      | C     | Joel Herrera (in prestito da Sporting Cristal)           |
| 9  | Perù (bandiera)      | A     | Matías Succar                                            |
| 10 | Uruguay (bandiera)   | C     | Nicolás Albarracín                                       |
| 11 | Colombia (bandiera)  | A     | José Cortés                                              |
| 12 | Perù (bandiera)      | P     | Manuel Heredia                                           |
| 13 | Perù (bandiera)      | D     | Mathías Llontop                                          |
| 14 | Argentina (bandiera) | D     | Matías Cortave                                           |

| N. |                     | Ruolo | Calciatore        |
| -- | ------------------- | ----- | ----------------- |
| 15 | Perù (bandiera)     | C     | Christian Velarde |
| 16 | Paraguay (bandiera) | C     | Ángel Benítez     |
| 17 | Perù (bandiera)     | A     | Percy Liza        |
| 19 | Uruguay (bandiera)  | D     | Pablo Míguez      |
| 21 | Perù (bandiera)     | A     | Jhonny Vidales    |
| 23 | Perù (bandiera)     | C     | Willyan Mimbela   |
| 24 | Uruguay (bandiera)  | D     | Gonzalo Rizzo     |
| 26 | Perù (bandiera)     | P     | Emile Franco      |
| 27 | Perù (bandiera)     | D     | Eduardo Rabanal   |
| 30 | Perù (bandiera)     | P     | Luis Reategui     |
| 31 | Perù (bandiera)     | D     | Eduardo Caballero |
| 32 | Perù (bandiera)     | D     | Victor Salazar    |
| 33 | Perù (bandiera)     | C     | Paolo Hurtado     |
| 38 | Perù (bandiera)     | C     | Celso Rojas       |
| 77 | Perù (bandiera)     | C     | Bryan Urrutia     |